# 48 (nombre)
Le nombre 48 (quarante-huit) est l'entier naturel qui suit 47 et qui précède 49.

## En mathématiques
Le nombre 48 est :
- la double factorielle de 6,
- quatre douzaines,
- un nombre hautement composé donc pratique,
- le deuxième nombre à être quatre fois   brésilien (ou 4-brésilien) car 48 = 667 = 4411 = 3315 = 2223,
- un nombre 17-gonal,
- un nombre Harshad en base dix,
- un nombre hautement totient car il existe 11 solutions pour l'équation φ(x) = 48 (65, 104, 105, 112, 130, 140, 144, 156, 168, 180 et 210), soit plus que pour n'importe quel nombre inférieur à lui.

## Dans d'autres domaines
Le nombre 48 est aussi :
- le nombre de phases lunaires dans l'année du calendrier musulman composé de douze mois lunaires ;
- le nombre de cartes à jouer du jeu de carte Hanafuda (quatre par mois) ;
- le nombre de constellations comptées par Ptolémée ;
- le nombre de prophètes dans Tanakh (la version judaïque de l'ancien testament) ;
- le nombre de qualités de la Torah (d'après Pirke Avot 6:6) ;
- le nombre total des villes des Lévites situées au milieu des propriétés des Israélites, d'après Josué 21.1-42 (c'est-à-dire 4 villes environ pour chacun des 12 clans) ;
- le numéro atomique du cadmium ;
- le numéro de la sourate Al-Fath dans le Coran ;
- l'indicatif téléphonique international pour appeler la Pologne ;
- le nombre d'années de mariage des noces d'améthyste ;
- le no  du département français de la Lozère ;
- années du calendrier julien : -48, 48 et 1948 ;
- Ligne 48  ;
- la troisième molaire inférieure droite[précision nécessaire] ;
- Le Clavier bien tempéré de Jean-Sébastien Bach est aussi connu sous le nom Les quarante-huit[réf. nécessaire] parce qu'il consiste en un prélude et une fugue dans chaque tonalité majeure et mineure (12 majeures et 12 mineures), pour un total de quarante-huit morceaux ;
- 1848, année riche en révolutions en Europe, à l'origine du terme « quarante-huitard » pour désigner un révolutionnaire de 1848.